# Цвиссиг, Марко
Марко Цвиссиг (нем. Marco Zwyssig; 24 октября 1971, Санкт-Галлен, Швейцария) — швейцарский футболист, защитник.

## Игровая карьера
Марко Цвиссиг начал свою футбольную карьеру в местном клубе «Госсау» из города Санкт-Галлен. Цвиссиг в 1996 году подписал контракт с клубом «Санкт-Галлен». Затем он переехал в клуб чемпионата Австрии «Ваккер-Тироль» в 2001 году, с которым он выиграл местное первенство в сезоне 2001/02. «Ваккер Тироль» обанкротилась, Цвиссиг подписал контракт с клубом «Базель» в 2002 году. Вместе с «Базелем» он выиграл чемпионаты в 2002 и 2004 году, а также участвовал в Лиге чемпионов УЕФА 2002/03, где его клуб добрался до второго группового этапа. Марко Цвиссиг закончил карьеру в 2005 году.
Выступал за сборную Швейцарии в период с 2000 по 2004 год. Он забил только 1 гол и оставался на скамейке запасных на чемпионате Европы 2004.

## Вне карьеры игрока
Окончил в 1997 году университет Университет Санкт-Галлена, получив специальность экономиста. Специализировался на экономике прибыльных и обанкротившихся предприятий. Во время учёбы отказался от перехода в команду высшей лиги, чтобы получить высшее образование. 
В 2021 году Швейцарский футбольный союз назначил Цвиссига куратором детского футбола в регионе Цюриха и Санкт-Галлена.